# 野見宿禰
野見宿禰（のみのすくね）は、土師氏の祖として『日本書紀』などに登場する古墳時代の豪族である。

## 人物

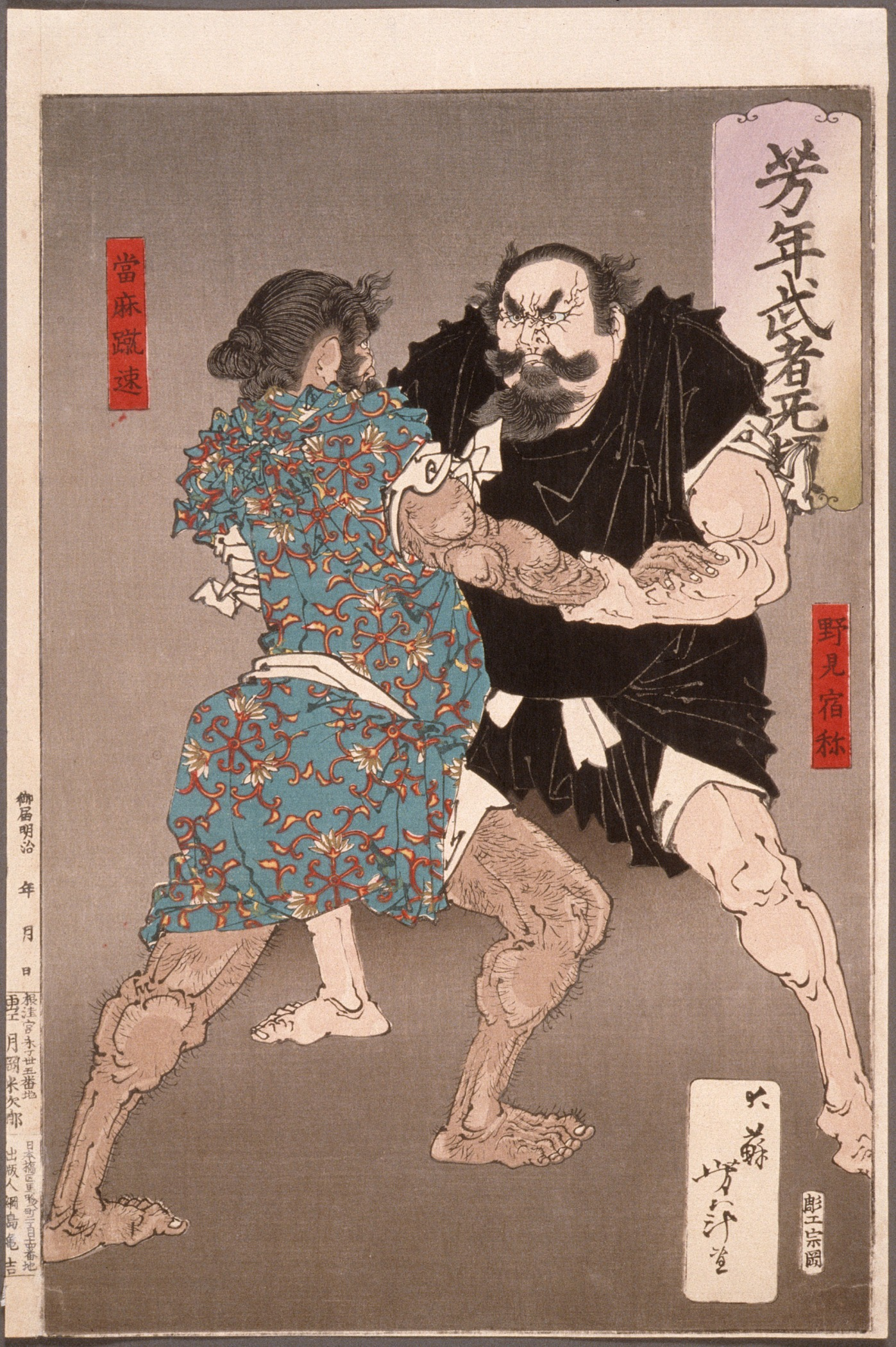
当麻蹴速と角力を取る野見宿禰
（月岡芳年『芳年武者无類』より）

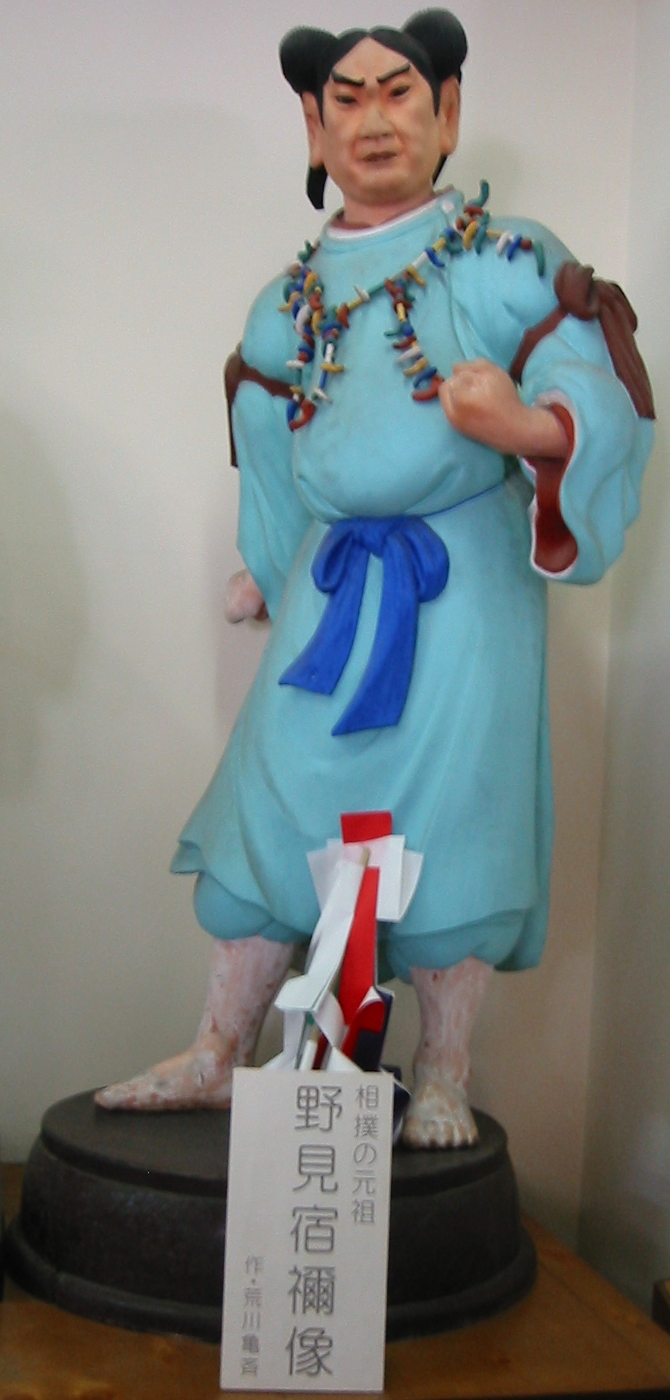
野見宿禰像
(荒川亀斎作)

天穂日命(天津神)の14世の子孫であると『新撰姓氏録』に記載されている。野見宿祢の「野見」は、『出雲風土記』飯石（いいし）郡条に「能見」地名の記載があり、この地の出身とされている。襲髄命と同人とする説もある。
垂仁天皇の命により当麻蹴速と角力（相撲）（『日本書紀』では「捔力」に作る）をとるために出雲国より召喚され、蹴速と互いに蹴り合った末にその腰を踏み折って勝ち、蹴速が持っていた大和国当麻の地（現奈良県葛城市當麻）を与えられるとともに、以後垂仁天皇に仕えた。また、垂仁天皇の皇后、日葉酢媛命の葬儀の時、それまで行われていた殉死の風習に代わる埴輪の制を案出し、土師臣（はじのおみ）の姓を与えられ、そのために後裔氏族である土師氏は代々天皇の葬儀を司ることとなった。
埴輪創出についての考古学的な知見からは、記紀が語る上述の伝説は史実ではなく、土師氏による後世の創作とされるが（該当項を参照）、こうした伝説も土師氏と葬送儀礼との関係から生まれたものであろうとする説がある。その説によると、まずその名前は、葬送儀礼の一環としての古墳の築営に際して、様々な条件を吟味した上での適当な地の選定ということが考えられ、「野」の中から墳丘を築くべき地を「見」定めることから「野見」という称が考案されたのではないかとし、次に相撲については、古墳という巨大な造形物を目の当たりにした人々が、これを神業と見て、その任にあたった土師氏の祖先はさぞかし大力であったろうとの観念に基づくものではないかと見る。そして、土師氏が古墳造営を含めた葬送儀礼全般に関わったことから、これを死の国と観想された出雲国に結びつけ、その祖先をあるいは出雲出身としたり、あるいは都と出雲の中間である播磨国に葬られたとしたのではないかと見、最後に火葬の普及などの変遷を経て古墳時代が終焉を迎える頃、その技術が不要とされた土師氏が、自らの祖先の功業を語る神話として大事に伝承したものであろうと説く。この説の当否はともかくとして、少なくとも野見宿禰が祖先として土師氏に崇められたことは確かである。

## 墓所

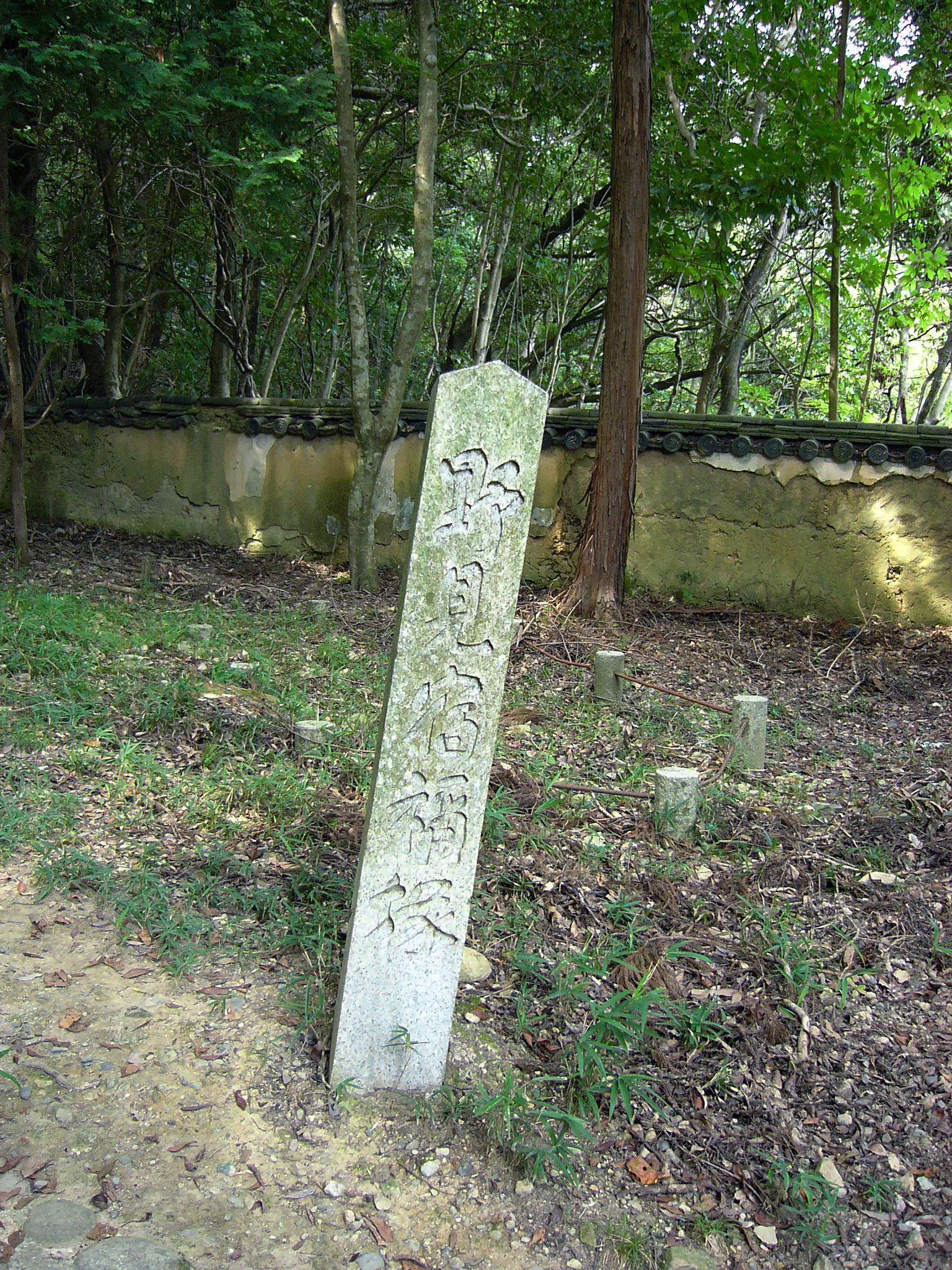
野見宿禰塚の石碑（たつの市）

野見宿禰は、播磨国の立野（現在の兵庫県たつの市）で病により死亡しその地で埋葬されたとされ、これは 『播磨国風土記』揖保郡立野条の記述に基づく。当地には野見宿禰神社があり野見宿禰の塚もあり、「たつの」の地名も野見宿禰の伝承と不可分なものであるが、野見宿禰の墓所については異説もある。
鳥取市の大野見宿禰命神社と松江市の菅原天満宮にも「野見宿禰の墓」があり、両社とも「龍野で没した野見宿禰の骨を分骨して墓を建てた」と主張している。さらに、大阪府高槻市の上宮天満宮は境内の野身神社に「式内野身神社并野見宿禰墳」の石柱が立ち、かつて周辺に土師一族が住み野見宿禰を祀ったとする。
奈良県にも「野見宿禰の墓」がある。野見宿禰と当麻蹴速が取り組みをした「相撲発祥の地」とする桜井市の相撲神社には顕彰碑や土俵があり、南東の山向こうには出雲と呼ばれる地区に野見宿禰の塚と、顕彰する五輪塔がある。

## 後裔
野見宿禰の後胤として葛城氏、土師氏などが挙げられる。土師氏の中には、姓を菅原氏、秋篠氏、大江氏の諸氏に改めた氏があるとのことであり、その菅原氏から公家の五条家 (堂上家)が輩出された。そして五条家は野見宿禰の子孫であることから相撲司家となった。
また、菅原氏は特に菅原道真の嫡流には高辻家があり、その庶流として唐橋家、支流として五条家がある。また五条家の支流として東坊城家、清岡家、庶流として桑原家が輩出されたとのこと。この六家は堂上家であり、うち五家は明治時代においていずれも華族となり当主は子爵に叙されている。

## 野見宿禰に関係する主な神社
野見神社（愛知県豊田市野見山町）
土師の氏族の先祖である野見宿禰を祀っている。
片埜神社（大阪府枚方市）
社伝によれば、当麻蹴速に勝った野見宿禰が垂仁天皇から河内国を賜り、この神社を創祀したという。
石津神社（大阪府堺市堺区）
神社創建時の初代の神主。
神魂神社（島根県松江市）
伝承では、この神社の裏山にある岩を用いて修行したともいわれている。
菅原天満宮（島根県松江市）
この神社の近くに野見宿禰の墳墓がある。
十二柱神社（奈良県桜井市出雲）
かつて近隣にあった野見宿禰塚の五輪塔がここに移設されている。相撲発祥の地として狛犬の台座には相撲取りの人形があしらわれている。野見宿禰はこの出雲村の出身とする説がある。
諏訪大神 (東庄町)
天保水滸伝で有名な笹川繁蔵が建立したと伝わる碑が残る。
大野見宿禰命神社（鳥取県鳥取市）
その他、野見宿禰神社（兵庫県たつの市〈野見宿禰神社 (たつの市)〉、東京都墨田区〈野見宿禰神社 (墨田区)〉）や各地の野見神社で祀られ、当麻蹴速との相撲に因み、相撲の神として穴師坐兵主神社（奈良県桜井市）の摂社相撲神社や、菅原道真公を祀る天満宮でも道明寺天満宮（大阪府藤井寺市）などでも祀られている。